# 정경화
정경화(鄭京和, 1948년 3월 26일~)는 대한민국의 바이올린 연주자이다.

## 삶
1948년 서울에서 태어났다. 3살 때 피아노를 처음 배우기 시작했지만, 5살 무렵에 바이올린으로 옮겼다. 이미 어린 시절부터 다른 형제들과 함께 하는 가족 음악회를 통해 공연을 시작한 정경화는 9살 때 콩쿨에서 우승해 서울시립 교향악단과 멘델스존 협주곡을 연주했다. 14세가 되던 1961년에 미국 줄리어드 음악학교에 전액 장학생으로 선발되어 당대에 명조련사로 알려진 이반 갈라미안 밑에서 교육을 받았다.
1967년에 레벤트리트 국제 음악 콩쿠르에서 동문인 핀커스 주커만과 공동 우승을 하면서 처음으로 세계 무대에 이름을 알렸다. 그 후 1970년 앙드레 프레빈이 지휘한 런던 교향악단과 차이콥스키 협주곡을 협연한 런던 데뷔 무대는 세계에 이름을 알리는 무대였다. 동양인 클래식 음악가로서 세계적인 명성을 얻은 거의 최초의 인물인 그녀는, 첼리스트인 언니 정명화, 피아니스트이자 후에 지휘자로 영역을 확장하는 남동생 정명훈과 함께 국제적인 주목을 얻었다. 이때 이후로 정경화는 런던을 중심으로 활동 무대를 옮겼다. 1971년 무렵에는 명 바이올리니스트인 요제프 시게티의 지도를 받아 문학과 예술 전반에 대한 더욱 깊은 이해를 얻었다. 이 때부터 결혼을 하게 되는 1984년까지 한 해 평균 100회가 넘는 연주회를 소화하며 정력적인 활동을 펼쳤다. 그녀가 협연한 지휘자들은 게오르그 솔티, 사이먼 래틀, 로린 마젤, 베르나르트 하이팅크, 제임스 레바인, 클라우스 텐슈타트, 클라우디오 아바도 등을 아우른다. 1982년 영국의 선데이 타임즈 지는 정경화를 지난 20년간 영국 문화계에 가장 지대한 공헌을 한 인물로 선정하기도 했다.
연주회와 함께 음반 활동도 활발히 한 정경화는 1970년, 데뷔 무대를 함께한 프레빈과 런던 교향악단과 함께 차이콥스키/시벨리우스 협주곡으로 첫 음반을 녹음했다. 이후 데카 음반회사의 전속 아티스트로 1989년까지 다양한 음반을 녹음했으며, 현재는 또 다른 주요 음반사인 EMI의 전속 아티스트로 최근까지 활발한 녹음 활동을 계속했다. 스트라빈스키/월톤 협주곡 음반은 에디슨 상, 베토벤/브루흐 협주곡 음반은 일본 레코드 아카데미, 레스피기/리햐르트 슈트라우스 소나타 음반과 바르톡 협주곡 2번/랩소디 음반은 그라모폰, 브람스 소나타 음반은 디아파종 상을 수상하기도 했다. 정경화의 음반 레퍼토리는 주로 후기 낭만파와 20세기 전반의 작품들을 아우르고 있으며, 특히 부르흐, 차이콥스키, 생상스, 바르톡, 월톤 등의 작품에서 높은 평을 듣고 있다.
정경화의 연주는 젊은 시절 얻은 '현의 마녀', '암호랑이' 같은 별명에서 알 수 있듯이, 대단히 정열적이며 찌를듯한 엄격함과 강한 집중력을 보여준다. 그에 더해 전 음역에 걸친 아름다운 톤, 안정된 테크닉, 정확한 리듬 감각, 곡의 순간 순간에 감정을 입혀내는 표현력 등은 그녀가 현재까지 세계 1급의 연주자로 명성을 지키는 밑바탕이 되었다. 다소 과장된 효과, 경직된 보잉, 한정된 레퍼토리라는 비판도 있으나, 근래에 들어 모차르트 및 바로크 레퍼토리 같은 영역으로 연주를 확대하는 한편, 훨씬 여유있는 호흡과 깊이를 보여준다는 평을 얻고 있다. 솔리스트로서 주로 활동하고 있지만, 종종 형제인 정명화와 정명훈과 함께 정 트리오라는 이름으로 활동, 실내악 연주가로서의 재능도 발휘한다.
1984년 영국인 사업가 제프리 리케트 씨와 결혼한 정경화는 슬하에 두 아들을 두고 있으며, 현재 미국에 거주하고 있다. 1997년 세계무대 데뷔 30주년 기념 연주회를 한국과 런던 바비칸 센터에서 가졌으며, 가장 최근에 녹음한 음반들은 비발디의 사계와 브람스 협주곡이 있다.
2005년 9월 모국에서 연주회를 준비하다가 입은 손가락 부상의 영향으로 정경화는 2011년까지 공개적인 연주 활동을 쉬면서, 모교인 미국 줄리어드 음대에서 후배 양성의 기회로 삼았다. 2010년 5월4일 예술의전당에서 블라디미르 아슈케나지가 지휘하는 명문 교향악단 영국 필하모니아 오케스트라와 브람스 바이올린협주곡을 협연하는 것으로 5년만에 연주 활동을 재개했다.
2011년 대관령국제음악제 공동예술감독으로 활동하고 12월 13일 정명화 정명훈과 함께 5월 작고한 어머니 고(故) 이원숙씨에게 바치는 추모 공연을 가졌다. 12월 16일 예술의전당 콘서트홀에서 열린 바이올린 독주회 (She is back)에서 피아니스트 케빈 케너와 함께 모차르트의 ‘바이올린 소나타 제21번’을 비롯해 어머니가 가장 좋아했던 브람스의 ‘바이올린 소나타 제1번’, 일평생 그녀의 멘토가 되어준 크레스토퍼 레이번을 위한 프랑크의 ‘바이올린 소나타 가장조’ 등을 연주했다
2012년 1월 5일에는 정명훈이 지휘자로 오른 서울시립교향악단 신년음악회 무대에서 브루흐 스코틀랜드 환상곡을 협연하고 박수갈채에 앵콜로 화답했다. 2012년 5월, 이화여자대학교 석좌교수로 임용됐다.
2016년 3월 ‘바흐: 무반주 바이올린 소나타와 파르티타’ 앨범을 발매해 매출 1억4,000만원을 돌파하고 플래티넘을 달성하였다. 바흐 무반주로 전국 투어와 런던, 뉴욕 공연을 가졌다. 인터뷰에서 “5년 동안 무대를 떠나 있을 때도 제 머릿속에선 바흐의 음악이 멈추지 않았어요. 인생의 희로애락이 깊이 있게 표현된 바흐의 음악은 시간을 초월해 세계뿐 아니라 우주에서도 통할 명곡입니다.”라고 말하며 평생의 꿈이었던 바흐 무반주 전곡 녹음을 이루었다고 밝혔다.
2018년에는 피아니스트 케빈 케너(en)와 실내악 듀오 앨범인 '아름다운 저녁 BEAU SOIR'을 발매하고 2019년에는 ’정경화 & 케빈 케너’ 브람스 바이올린 소나타 전곡’ 순회 공연을 진행했다. 케빈 케너와 정경화는 2011년 평창대관령음악제에서 처음 인연을 맺은 후, 9년째 음악적 교류를 주고받고 있다. 정경화가 “기적처럼 만난 영혼의 동반자, 하늘이 내린 선물”라고 표현하며 깊은 신뢰감을 보여왔다. 2020년 현재 칠순을 넘긴 나이에도 활발하게 음악활동을 지속하고 있다.

## 일화
- 지휘자 로린 마젤로부터 직접 시벨리우스의 바이올린 협주곡 연주 제안을 받은 적이 있었다. 하지만 준비 부족을 이유로 거절하였다가, 8년 간 함께 협연할 기회를 갖지 못하였다.[7]

- 1978년 10월 18일, 파리 샹젤리제 극장에서 샤를 뒤투아가 지휘하는 프랑스 국립 관현악단과 차이콥스키의 협주곡의 카덴차를 연주하면서 위층에서 안무가 롤랑 프티가 내는 쿵쿵거리는 소리에 방해를 받았다. 또한, 자신의 힐이 무대에 박혀 신발을 벗고 맨발로 연주를 끝내었다.[8]

## 학력
- 미국 줄리어드 음악학교 졸업
- 미국 줄리어드 음악대학원 (음악학 석사)